# Vlieland
Vlieland (frizonă Flylân) este o comună în provincia Frizia, Țările de Jos. Comuna ocupă în întregime teritoriul insulei omonime din arhipelagul insulelor frizone din Marea Nordului.

## Localități componente
Oost-Vlieland.